# Фер Корб
Фер Корб — (ірл. — Fer Corb) — Фер Колісниця Людини — верховний король Ірландії. Час правління: 330—319 до н. е. (згідно з «Історією Ірландії» Джеффрі Кітінга) [2] або 474—463 до н. е. (відповідно до «Хроніки Чотирьох Майстрів») [3]. Син Муга Корба (ірл. — Mug Corb). Прийшов до влади після вбивства свого попередника — верховного короля Ірландії Іререо (ірл. — Irereo), що був вбивцею його батька. Це сталося на території васального королівства Улад (Ольстер). Правив Ірландією протягом одинадцяти років. Був вбитий сином Іререо на ймення Коннла Каем (ірл. — Connla Cáem). «Книга захоплень Ірландії» синхронізує його правління з часом правління Птолемея IV Філопатора в Єгипті (221—205 до н. е.) [1], але Джеффрі Кітінг та Чотири Майстри відносять час його правління до більш давніх часів.